# Perfect (canción de Simple Plan)
«Perfect» (en español: «Perfecto») es es título de una canción interpretada por la banda de rock canadiense Simple Plan, incluida en su álbum debut de estudio titulado No Pads, No Helmets... Just Balls (2002), se publicó como el cuarto y último sencillo de dicho álbum por la compañía discográfica Lava Records el 28 de julio de 2003. 
Esta trata sobre las distintas presiones que los jóvenes encuentran en sus familias. En la canción se destaca la acusación del cantante hacia sus padres, los cuales de alguna manera critican o presionan a la persona a hacer las cosas de cierta forma. El cantante narra de forma general las circunstancias en que han sucedido estas presiones y de alguna forma expresa una disculpa señalada en el verso I'm sorry, I can't be perfect (lo siento, no puedo ser perfecto), el cual es el más reconocido en la melodía.

## Argumentos y contenido
"Perfect" fue escrita por los mismos integrantes de la banda, 

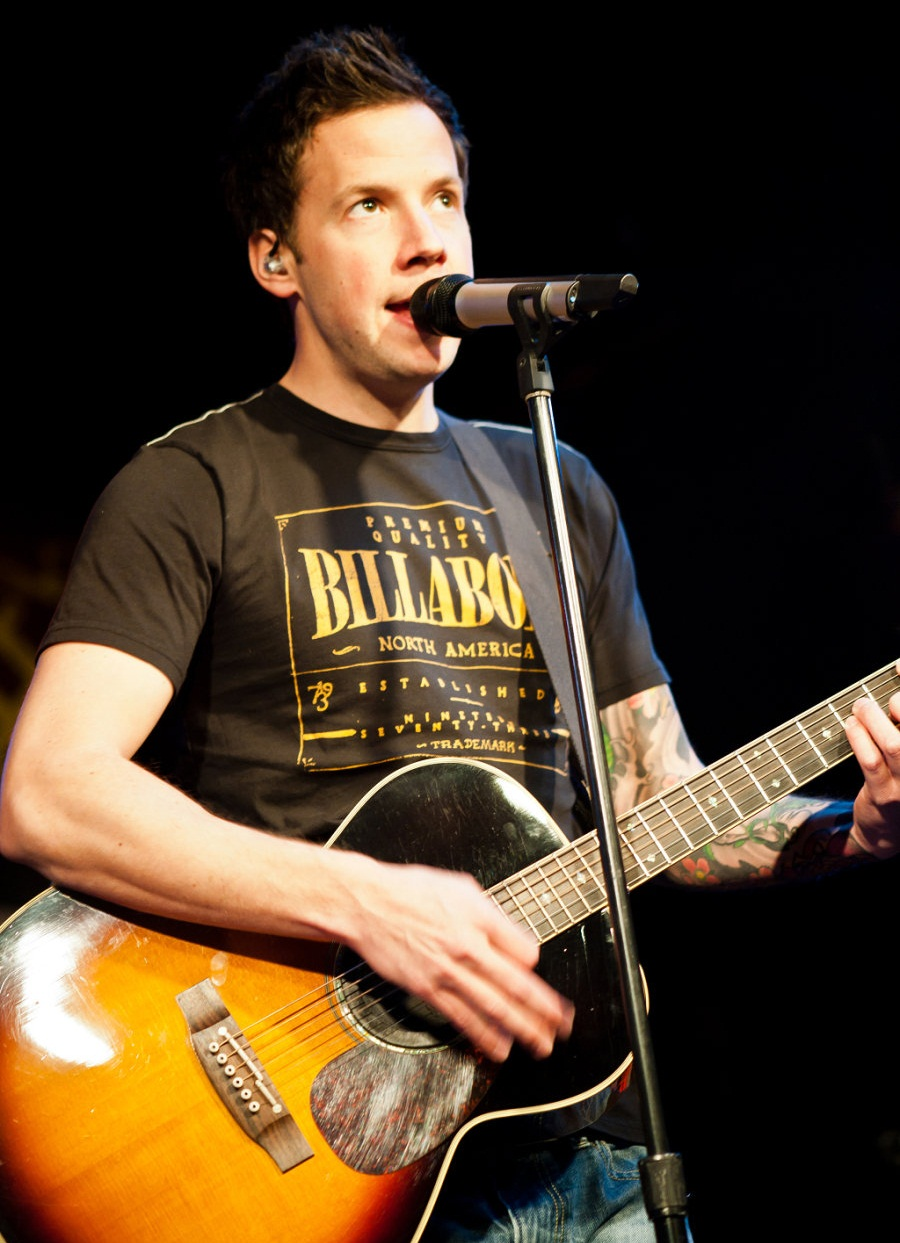
Bouvier, vocalista de la banda, suele tocar la guitarra acústica en algunas de las performances de la canción.

los cuales la señalan como una canción en la que "quisimos exponer de cierta forma el modo en como nos sentimos en alguna etapa de nuestras vidas en la que se siente que la misma familia está en contra de uno. No se puede respirar, te sientes agobiado por las presiones y lo único que quieres es liberarte."
Por su parte, Pierre Bouvier, vocalista de la banda, la señala como una canción en la que se tratan de exponer circunstancias comunes en un adolescente y tratar de ponerlas en cara a sus padres, pues todos cometemos errores. Nadie es perfecto.
La canción se convirtió en un elemento clave y reconocible de la banda. La revista "Rolling Stone", en un artículo especial en su página de internet, la señala como el segundo himno de Simple Plan, después de I'd Do Anything.

## Vídeo musical
En el vídeo musical para el sencillo, la banda está tocando en el techo de una casa. A lo largo del vídeo, muestra como los adolescentes están tratando de escapar de tanta presión, y finalmente se da cuenta de que no pueden mantener más su dolor.
En una versión acústica de la canción, la banda son vistos antes de tocar. Uno de los miembros, David Desrosiers, dijo, "Esto es sobre mí" antes que la banda tocara.
El vídeo musical fue dirigido por Liz Friedlander.

## Posicionamientos
"Perfect" se convirtió en el éxito mayor de Simple Plan en Billboard Hot 100 llegando al número 24 el 9 de diciembre de 2003. Fue también top 10 en Australia llegando al número 6. La canción también llegó al American Top 40. Además, fue número 1 en Brasil en 2006, cuando se lanzó su versión en vivo. La canción fue utilizada en un episodio de Girlfriends.

### Primeras 10 semanas en Billboard Hot 100
| Posición | 72 | 65 | 59 | 49 | 47 | 38 | 31 | 24 | 24 | 29 |

| Listas (2003)               | Mejor posición |
| --------------------------- | -------------- |
| Australia Singles Chart     | 6              |
| Canada Singles Chart        | 5              |
| Nueva Zelanda Singles Chart | 78             |
| U.S. Billboard Hot 100      | 24             |
| U.S. Pop Songs              | 5              |
| U.S. Adult Pop Songs        | 56             |
| U.S. Radio Songs            | 25             |